# Valaliky
Valaliky (allemand : Bernsdorf-Allerheiligen), est un village de Slovaquie situé dans la région de Košice.

## Histoire
Première mention écrite du village en 1961.
La localité fut annexée par la Hongrie après le premier arbitrage de Vienne le 2 novembre 1938. À la libération, la commune a été réintégrée dans la Tchécoslovaquie reconstituée.
Le hameau de Bernátovce était une commune autonome en 1938. Il comptait 408 habitants en 1938 dont 8 juifs. Elle faisait partie du district de Košice, en hongrois Kassai járás. Le nom de la localité avant la Seconde Guerre mondiale était Bernátovce. Durant la période 1938 -1945, le nom hongrois Bernátfalva était d'usage.
Le hameau de Buzice était une commune autonome en 1938. Il comptait 547 habitants en 1938 dont 8 juifs. Elle faisait partie du district de Košice, en hongrois Kassai járás. Le nom de la localité avant la Seconde Guerre mondiale était Buzice. Durant la période 1938 -1945, le nom hongrois Búzafalva était d'usage.
Le hameau de Košťany était une commune autonome en 1938. Il comptait 290 habitants en 1938 dont 6 juifs. Elle faisait partie du district de Košice, en hongrois Kassai járás. Le nom de la localité avant la Seconde Guerre mondiale était Košťany. Durant la période 1938 -1945, le nom hongrois Csontosfalva était d'usage.
Le hameau de Všechsvätých était une commune autonome en 1938. Il comptait 347 habitants en 1938 dont 28 juifs. Elle faisait partie du district de Košice, en hongrois Kassai járás. Le nom de la localité avant la Seconde Guerre mondiale était Všechsvätých. Durant la période 1938 -1945, le nom hongrois Kassamindszent était d'usage.

## Démographie

### Évolution de la population
| Année:               | 1994. | 2004.   | 2014.   | 2024.   |
| -------------------- | ----- | ------- | ------- | ------- |
| Nombre de personnes: | 3563  | 3913    | 4264    | 4549    |
| Différence:          |       | +9,82 % | +8,97 % | +6,68 % |

| Année:               | 2023. | 2024.   |
| -------------------- | ----- | ------- |
| Nombre de personnes: | 4520  | 4549    |
| Différence:          |       | +0,64 % |

## Transport
Le village possède une gare sur la ligne de chemin de fer entre Košice et Miskolc.